# Troadio Galicano
Troadio D. Galicano (Carcar, 28 december 1870 - ?) was een Filipijns politicus.

## Biografie
Troadio Galicano werd geboren op 28 december 1870 in Carcar in de Filipijnse provincie Cebu. Hij was een zoon van Guillermo Galicano en Luzanta Dayagro. Galicano studeerde aan het seminarie van Cebu. Hij zou eigenlijk worden opgeleid tot priester, maar besloot uiteindelijk rechten te gaan studeren aan de University of Santo Tomas. Daar werd hij echter wegens gebrek aan vooropleiding niet toegelaten. Daarna studeerde hij rechten bij Mariano Cui tot de uitbraak van de Filipijnse revolutie. Hij vocht met het revolutionaire leger en was op het moment van zijn opgave aan de Amerikanen in 1901 actief als generaal in het zuiden van Cebu. Na de revolutie voltooide hij zijn studie en slaagde hij op 9 april 1906 voor het toelatingsexamen van de Filipijnse balie.
In 1907 werd Galicano namens het 5e kiesdistrict van Cebu gekozen in het Filipijns Huis van Afgevaardigden. Bij de verkiezingen van 1909 werd hij herkozen voor de 2e Filipijnse legislatuur. Bij de verkiezingen van 1925 werd Villamor namens het 11e Senaatsdistrict voor een termijn van zes jaar gekozen in de Senaat van de Filipijnen. 
Galicano was getrouwd met Juana M. Velez die ook afkomstig was uit Carcar.